# Franco (1161/62–1178)
Franco (* unbekannt; † 3. Februar 1178 in Liesborn) war der zweite Abt des Klosters Liesborn im Zeitraum von 1162 bis 1178.

## Leben
Über die Herkunft Francos ist nichts bekannt. Er war vermutlich vor seinem Wirken in Liesborn Teil des Konvents von St. Michael in Hildesheim und gehörte damit zum Gründungskonvent. Er wird in Hildesheimer Urkunden, die etwa zwischen 1155 und 1160 zu datieren sind, als Abt und vorheriger Prior des Konvents genannt. Er starb 1178, wobei die Nekrologe von Liesborn, St. Michael / Hildesheim, Marienmünster, Willebadessen und Gehrden übereinstimmen den 3. Februar als Todestag nennen.

## Wirken
Franco ist seit 1148 in den Zeugenlisten der Liesborner Urkunden an prominenter Stelle aufzufinden, was auf eine herausgehobene Rolle im Konvent schließen lässt. Er ist nach dem Tod Balduins vielleicht schon im Dezember 1161 oder erst im Januar 1162 der zweite Abt in dem noch jungen Benediktinerkonvent geworden. Über sein Wirken als Klosterbruder und Abt in Liesborn ist allerdings kaum etwas bekannt. Er wird in den Quellen als abbas optimus optimi magistri discipulus beschrieben, der eher durch seine Persönlichkeit als durch große Worte hervortrat. Franco kümmerte sich in seiner Zeit im Konvent und als Abt besonders um die Erweiterung Klosterbibliothek. Franco tritt 1174 letztmals in einer Urkunde des Münsteraner Bischofs Hermann II. von Katzenelnbogen als Zeuge auf. Ein Siegel des Abtes ist nicht bekannt.